# جيري وولف (ممثل صوت)
جيري وولف (بالألمانية: Gerry Wolff)‏ (و. 1920 – 2005 م) هو مؤدي أصوات، وممثل مسرحي، وممثل أفلام، وموسيقي، وممثل تلفزي ألماني، ولد في بريمن، توفي في أورانينبورغ، عن عمر يناهز 85 عاماً.

## وصلات خارجية
- جيري وولف على موقع IMDb (الإنجليزية)
- جيري وولف على موقع ألو سيني (الفرنسية)
- جيري وولف على موقع ميوزك برينز (الإنجليزية)
- جيري وولف على موقع أول موفي (الإنجليزية)
- جيري وولف على موقع قاعدة بيانات الأفلام السويدية (السويدية)
- جيري وولف على موقع ديسكوغز (الإنجليزية)
- جيري وولف على موقع قاعدة بيانات الفيلم (الإنجليزية)
- جيري وولف على موقع كينوبويسك (الروسية)